# Гексацианоферрат(II) меди(II)
Гексацианоферрат(II) меди(II) — неорганическое соединение,
соль меди и железистосинеродистой кислоты 
с формулой Cu2[Fe(CN)6],
красно-коричневые кристаллы,
не растворяется в воде,
образует кристаллогидрат.

## Получение
- Реакция железистосинеродистой кислоты и сульфата меди:

{\displaystyle {\mathsf {2CuSO_{4}+H_{4}[Fe(CN)_{6}]\ {\xrightarrow {}}\ Cu_{2}[Fe(CN)_{6}]\downarrow +2H_{2}SO_{4}}}}

## Физические свойства
Гексацианоферрат(II) меди(II) образует красно-коричневые кристаллы
кубической сингонии,
пространственная группа P 21/c,
параметры ячейки a = 1,003 нм, Z = 4.
Образует кристаллогидрат состава Cu2[Fe(CN)6]•7H2O — кристаллы,
кубической сингонии,
параметры ячейки a = 0,998 нм, Z = 4.
Не растворяется в воде.